# Ku-jüan
Ku-jüan (čínsky pchin-jinem Gùyuán, znaky 固原) je městská prefektura v Čínské lidové republice, kde patří k autonomní oblasti Ning-sia. Celá prefektura má rozlohu 10 525 čtverečních kilometrů a v roce 2020 měla přes milion obyvatel. Je nejjižnější částí oblasti.

## Administrativní členění
Městská prefektura Ku-jüan se člení na pět celků okresní úrovně, a sice jeden městský obvod a čtyři okresy.
| městský obvod · Jüan-čou okres · Si-ťi okres · Lung-te okres · Ťing-jüan okres · Pcheng-jang |        |                       |                    |                                  |
| Název                                                                                        | Název  | Počet obyvatel (2020) | Rozloha km² (2020) | Hustota zalidnění (obyv. na km²) |
| český přepis                                                                                 | znaky  | Počet obyvatel (2020) | Rozloha km² (2020) | Hustota zalidnění (obyv. na km²) |
| Městský obvod                                                                                |        |                       |                    |                                  |
| Jüan-čou                                                                                     | 原州区 | 471 329               | 2 757              | 171                              |
| Okresy                                                                                       |        |                       |                    |                                  |
| Si-ťi                                                                                        | 西吉县 | 315 827               | 3 124              | 101                              |
| Lung-te                                                                                      | 隆德县 | 109 451               | 993                | 110                              |
| Ťing-jüan                                                                                    | 泾源县 | 85 023                | 1 121              | 76                               |
| Pcheng-jang                                                                                  | 彭阳县 | 160 512               | 2 530              | 63                               |
|                                                                                              |        |                       |                    |                                  |
| Celkem                                                                                       | Celkem | 1 142 142             | 10 525             | 109                              |